# Морфографія
Морфографія (від грец. morphe — форма і грец. grapho — описую, пишу) — підрозділ  геоморфології, який займається якісним описом, систематизацією та класифікацією форм земного рельєфа за його зовнішніми ознаками, в той час, як їх кількісні характеристики є областю інтересу  морфометрії.
Предметом вивчення морфографіі є відомості про обриси і взаємне розташування окремих негативних і позитивних особливостей рельєфу, їх висоти, глибини, просторову орієнтацію і т. ін. не вдаючись у деталі віку і генезису. Крім цього, морфографічний аналіз рельєфу місцевості містить у собі деякі початкові етапи геоморфологічного вивчення місцевості: схематизація  орогідрографії, опис морфографічної типології рельєфу і т. д.